# Slaget vid Landskrona
Slaget vid Landskrona utkämpades den 14 juli 1677, cirka 12 kilometer öster om Landskrona mellan Tirup, Sireköpinge, Asmundtorp och Billeberga. 
Efter det misslyckade anfallet mot Malmö hade  Kristian V med den danska armén återvänt till Landskronatrakten. Den 12 juli hade danskarna med 12 000 man tagit ställning på höjderna vid Rönneberga backar. Samma dag bröt Karl XI upp från Herrevadskloster sedan han fått förstärkningar från norra Sverige. 
Den svenska hären bestod av 10 000 soldater samt 4 000 uppbådade småländska bönder. Den 13 juli var en vilodag och general Nils Bielke tog tillfället i akt och personligen recogniserade danskarnas linjer. Det står snart klart att danskarnas ställningar vid Rönnenacka är överlägsen och att det skulle vara självmord att anfalla den. Kungen blir rasande på Bielke och dom officerarna som ockdå vill avdså från anfall. Kungen skriker att om någon går emot honom ska han smaka på kungens värja. Armén hade stått den 13 juli mellan Torrlösa och Källs Nöbbelöv och marscherade tidigt följande dag i riktning mot Tirup. Den danska hären hade ändrat ställning och stod dold bakom en jordvall, som från en punkt strax väster om Billeberga sträckte sig i riktning mot Hedegården. Den upptäcktes emellertid av Rutger von Ascheberg, som rekognoscerade framför armén. 
Svenskarna marscherade då förbi Tirup, varigenom den danska hären riskerade att rullas upp från flanken eller anfallas i ryggen. Kristian V och hans närmaste man, fältmarskalklöjtnant von der Goltz, lät då armén ändra ställning. När härarna intagit slagordning hade de en sänka framför Tirup mellan sig. 
Vid middagstid gick Karl XI, som befann sig ytterst på sin högra flygel, till anfall. Inom kort vann denna flygel en avgörande seger över danska vänstra flygeln. När den flydde drogs även en del av den danska mitten med. Förföljandet pågick fram till Asmundtorp. Under tiden hade emellertid Kristian V med sin högra flygel fått klart övertag mot den yttersta delen av den vänstra svenska flanken. I denna strid stupade flygelns chef, fältmarskalk Simon Grundel-Helmfelt. Under striden träffades hans häst och Helmfelts ben klämdes fast under den när den föll. En Tysk löjtnant stack honom i halsen med sin värja och dödade honom.
Nils Bielke, som förde befäl över Livregementet, sårade i axeln i slaget och han var ute ur kriget i två veckor.
Danskarna trängde ända fram till Tirup, där de småländska bönderna stod, men vände tillbaka. Efter en ny sammanstötning såg Kristian V att hans vänstra flygels och mitts nederlag vara ofrånkomligt. Han drog sig då tillbaka över Billeberga och fortsatte reträtten till Landskrona.  
Dagen för slaget var oerhört varm. Ett monument restes 1911 på en höjd strax nordväst om Billeberga till minne av slaget. Den 14 juli 1927 firades 250-årsminnet av slaget vid Landskrona av Skånska husarregementet vid Billebergamonumentet.

## Svenska regementen som deltog i slaget
- Bohusläns regemente
- Dalregementet
- Hälsinge regemente
- Jämtlands Regemente (1 bataljon).[8]
- Kalmar regemente
- Kronobergs regemente
- Livregementet till häst
- Närke-Värmlands regemente
- Skaraborgs regemente
- Skånska dragonregementet
- Skånska kavalleriet
- Smålands och Ölands ryttare
- Svea livgarde
- Västerbottens regemente